# Dirck Hals

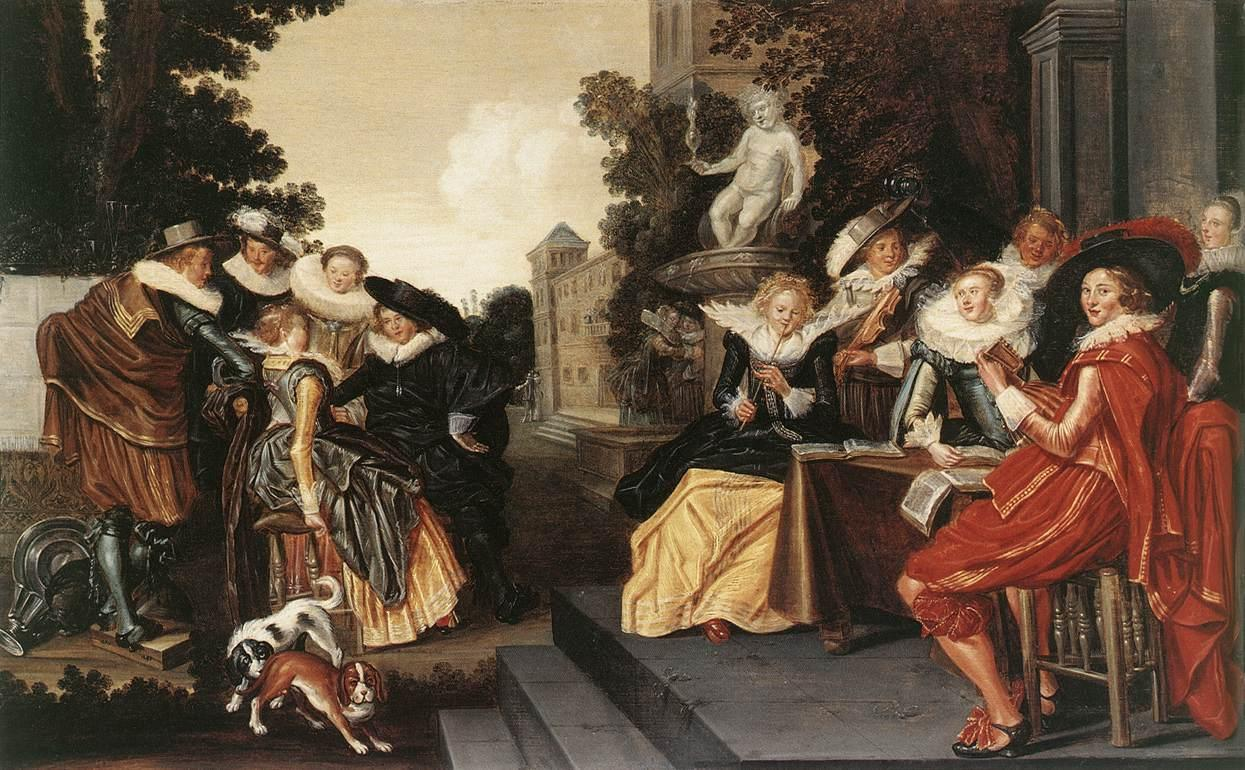
Compagnia di musicisti in terrazza (1620-1625)

Dirck o Dirk o Dirck Franchoisz Hals (Haarlem, 19 marzo 1591  (battezzato) – Haarlem, 17 maggio 1656  (sepolto)) è stato un pittore, disegnatore e pittore di staffage olandese del secolo d'oro.

## Biografia

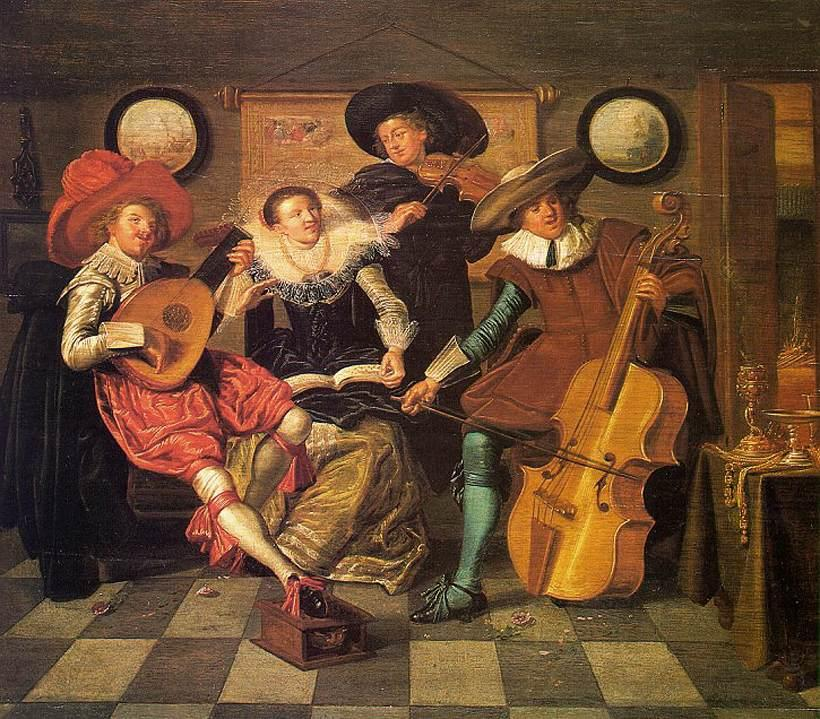
Musicisti

Apparteneva ad una famiglia di Anversa fuggita nel 1585 ad Haarlem dopo l'invasione spagnola. Figlio di un costumista e fratello minore nonché allievo di Frans Hals studiò anche presso Abraham Bloemaert e iniziò la sua carriera artistica nel 1618 nella sua città natale. Qui fu attivo fino alla morte, avvenuta nel 1656, eccetto alcuni periodi, durante i quali operò a Leida (nel 1641-1642 e nel 1648-1649). La sua prima opera datata risale al 1621 ed è pure di questo periodo il suo matrimonio con Agnieta Jansdr. da cui nasceranno sette figli tra il 1621 ed il 1635, battezzati nella Chiesa Riformata. Tra il 1618 ed il 1624, Hals fece parte della guardia civica della Corporazione di San Giorgio e, assieme al fratello Frans, fu un membro della società di oratori De Wijngaertranken (i viticci). Era inoltre amico dell'incisore Jan van de Velde II, presente al battesimo di uno dei suoi figli e testimone giurato del fatto che Dirck era creditore di un altro incisore (Willem Akersloot) per un salario di 24 fiorini. Questo fatto ci conferma come quest'artista lavorasse alle dipendenze di altri prima di entrare a far parte della Corporazione di San Luca nel 1627.
Parallelamente al lavoro di pittore, si occupò del commercio di opere d'arte, attività remunerativa e all'epoca comune a molti artisti. Organizzò aste di dipinti con Cornelis van Kittensteyn, incisore, nel 1634 e con Franchoys Elout, pittore di nature morte, nel 1635. Tra le opere in vendita vi erano dipinti di Dirck e Frans Hals, Salomon van Ruysdael, Jan van Goyen e Judith Leyster. Si associò inoltre con Pieter van den Bosch e ricavò proventi dalle aste organizzate da quest'ultimo. Hals si trovò spesso in problemi finanziari, fatto dimostrato dalle confische di suoi beni avvenute a Leida.
Hals inizialmente si dedicò alla pittura di animali sotto la guida di Abraham Bloemaert. Successivamente si concentrò quasi esclusivamente sulla pittura di genere, in particolare conversazioni eleganti ed allegre compagnie realizzate con colori vivaci e ben dettagliate e con figure sorridenti e dagli abiti sontuosi, ma con atteggiamenti sobri e contenuti, spesso ambientati in abitazioni e giardini della società aristocratica e generalmente di piccole dimensioni. Dipinse anche alcuni ritratti. 

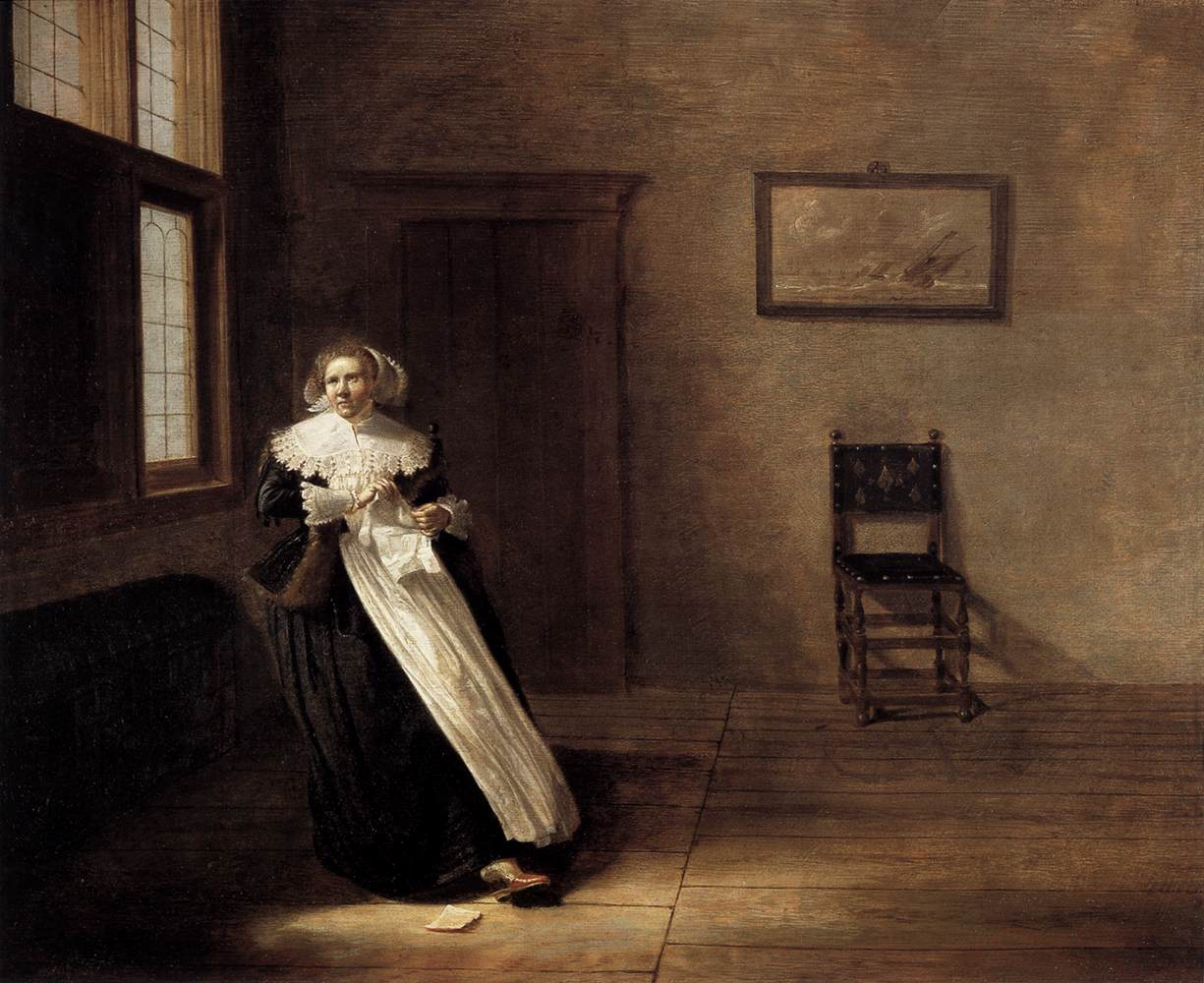
Donna che strappa una lettera (1631)

Dalle sue opere traspare l'influsso delle stile di Hendrik Pot, Willem Buytewech ed Esaias van de Velde. Sua caratteristica fu la rappresentazione di pavimenti piastrellati, all'epoca quasi inesistenti nei Paesi Bassi (vedi Un banchetto). Altro tema ricorrente nelle sue opere fu il tema tardo medievale del giardino d'amore, che si può notare ad esempio in Ricevimento all'aperto. Dipinse inoltre una serie di quadri tra il 1620 ed il 1630 aventi come soggetto principale una donna dedita alla lettura, a volte a lume di candela, in un ambiente domestico spoglio e modestamente decorato.
Collaborò con Dirck van Delen, che inseriva le figure nelle sue opere (vedi Allegra compagnia), ma accadeva anche che Hals inserisse le figure nelle architetture del Delen e che questi dipingesse i saloni in cui erano ambientate le opere di genere di Hals.
Le sue opere furono riprodotte per incisione da parecchi artisti, tra cui Cornelis van Kittensteyn, Salomon Savery e Gillis van Scheyndel.
Fu sua allieva Judith Leyster e suo seguace Louis Bernard Coclers. Subirono la sua influenza Johann Hulsman, Willem Cornelisz Duyster e Nathaniel Bacon.

## Opere
- Banchetto in un salone rinascimentale, olio su tavola, 1628, Akademie der bildenden Künste, Vienna[3]
- Un banchetto, olio su tavola, 41 x 66 cm, 1628, Metropolitan Museum of Art, New York[9]
- Un'elegante compagnia di musicisti, olio su tavola, 56 x 70 cm, 1637, Collezione privata[3]
- Ricevimento all'aperto, olio su tavola, 78 x 137 cm, 1627, Rijksmuseum, Amsterdam[10]
- Compagnia di musicisti in terrazza, olio su tavola, 53 x 84 cm, 1620 circa, Frans Hals Museum, Haarlem[7]
- Allegra compagnia, olio su tavola, 45 x 67,5 cm, Collezione privata[8]
- Allegra compagnia a tavola, olio su tavola, 28 x 44 cm, 1627-1629, Staatliche Museen, Berlino[12]
- Allegra festa in una taverna, olio su tavola, 28 x 36 cm, 1628, Museo dell'Ermitage, San Pietroburgo[3]
- Musicisti, olio su tavola, 43 x 47 cm, 1623, Museo dell'Ermitage, San Pietroburgo[13]
- Ricevimento all'aperto, olio su tela, 34 x 61 cm, 1627, Szépmûvészeti Múzeum, Budapest[14]
- Donna che strappa una lettera, olio su tavola, 45 x 55 cm, 1631, Mittelrheinisches Landesmuseum, Magonza[15]
- L'assolo, olio su tavola, 39 x 30 cm, 1633 circa, Akademie der bildenden Künste, Vienna[3]